# جامعة سونوما الحكومية
جامعة سونوما الحكومية (بالإنجليزية: Sonoma State University)‏ وتُختصر إلى SSU هي جامعة عامة في روهنرت بارك في مقاطعة سونوما، كاليفورنيا. إنها واحدة من أصغر أعضاء نظام جامعة ولاية كاليفورنيا. تقدم الجامعة 92 درجة بكالوريوس و19 درجة ماجستير و11 مؤهلاً للتدريس. الجامعة مؤسسة لخدمة ذوي الأصول الأسبانية.

## التاريخ

### التأسيس
تأسست جامعة ولاية سونوما من قبل الهيئة التشريعية لولاية كاليفورنيا عام 1960 لتكون جزءًا من نظام كلية ولاية كاليفورنيا، بمشاركة كبيرة من أعضاء هيئة التدريس في جامعة ولاية سان فرانسيسكو. كما هو الحال مع جميع كليات ولاية كاليفورنيا، أصبحت الجامعة لاحقًا جزءًا من نظام جامعة ولاية كاليفورنيا. افتتحت الجامعة أبوابها أول مرة في عام 1961، حيث بلغ عدد الطلاب المسجلين فيها 250 طالبًا. بدأت الفصول الدراسية المقدمة في مبانٍ مستأجرة في روهنرت بارك حيث قدمت الكلية أول درجة بكالوريوس في الآداب لمدة أربع سنوات في التعليم الأساسي. مع الانتهاء من قاعتي الفصل الرئيسيتين، قاعة ستيفنسون، التي سميت على اسم السياسي أدلاي ستيفنسون الثاني، وقاعة داروين، التي سميت على اسم تشارلز داروين، انتقلت الكلية إلى حرمها الجامعي الدائم الذي تبلغ مساحته 215 أكر (87 ها) عام 1966 حيث حصل أول دفعة تخرجوا على درجاتهم.

### التطورات المبكرة
مع زيادة التسجيل قامت الجامعة ببناء المزيد من المرافق داخل الحرم الجامعي، بما في ذلك إيفز هول للفنون المسرحية، وقاعة الجامعة (University Commons) لتناول الطعام، ومكتبة صغيرة، وصالة للألعاب الرياضية. اتبعت هذه المباني المخطط العام المادي للمدرسة الذي نص على أن المرافق ستكون ذات طابع حضري، مع تحديد استخدام واجهات المباني الخرسانية الملساء مع ساحات ذات مناظر طبيعية. من بين ميزات المناظر الطبيعية التي تمت إضافتها مع هذه المرافق بحيرات الحرم "Campus Lakes"، وهما خزانان صغيران يقعان خلف قاعة الجامعة، وموقع احتفالات التخرج السنوية للجامعة، بالإضافة إلى بحيرة واحدة بالقرب من منشأة سكنية، قرية بوجوليه؛ تعد البحيرات موطنًا للطيور المائية المحلية.

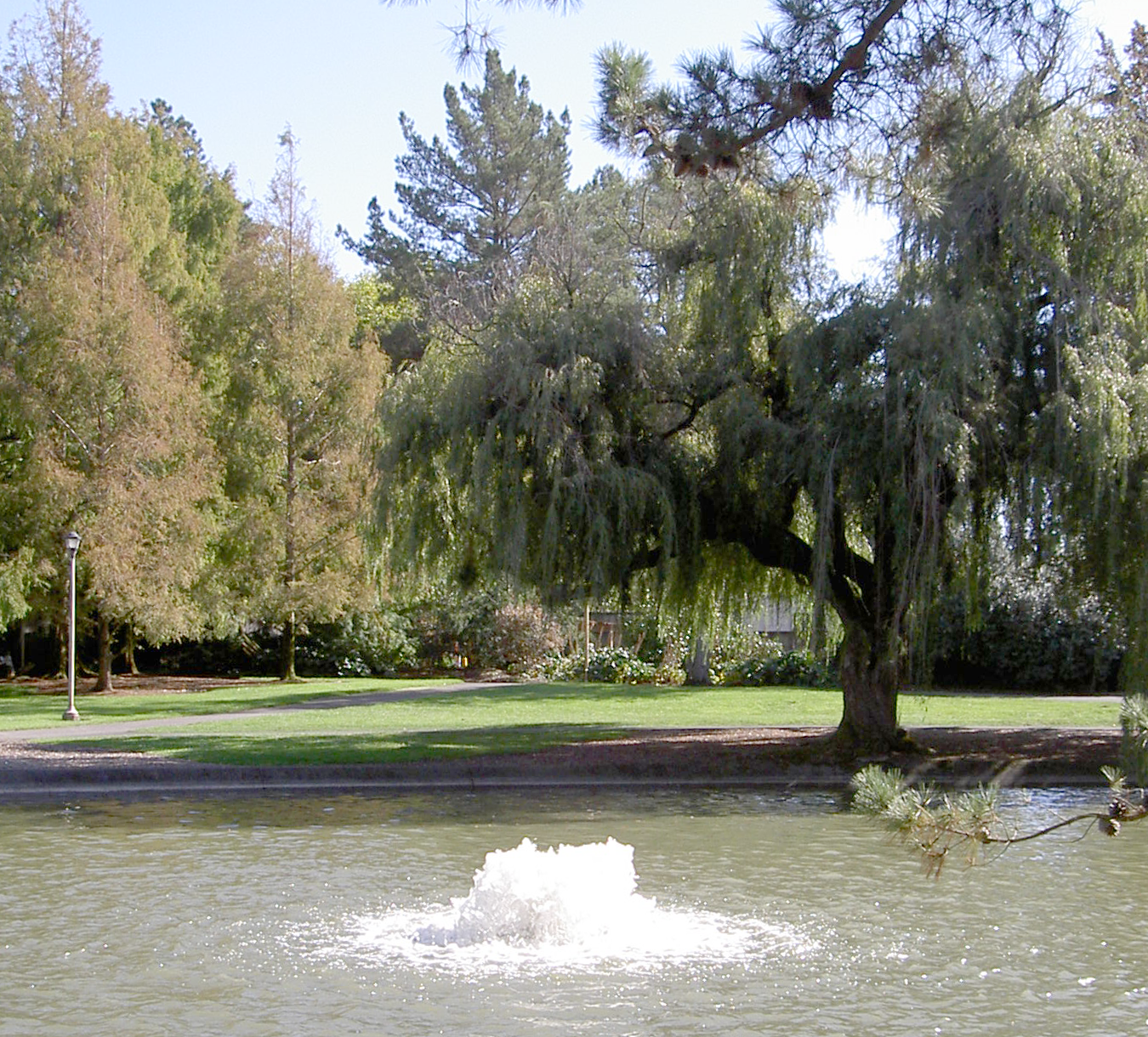

منحت الجامعة في عام 1969 أول درجة ماجستير في علم الأحياء وعلم النفس. أثر مفهوم المدرسة العنقودية الجديد، إلى جانب التركيز المكثف على البيئة الريفية المحيطة، على الخطة الرئيسية المادية الجديدة. كانت أول منشأة بُنِيت بموجب الخطة الجديدة هي منطقة إقامة زينفاندل. استخدم مركز صحة الطلاب الجديد واجهة من الخشب الأحمر بشكل أساسي مع غطاء أرضي من الورود البرية والخشخاش. أغلقت جامعة ولاية سونوما في الفترة من 7 إلى 11 مايو 1970 بعد أن أمر الحاكم رونالد ريغان بإغلاق جميع كليات وجامعات كاليفورنيا بسبب الاحتجاجات والتجمعات المناهضة للحرب بعد إطلاق النار على أربعة طلاب في جامعة ولاية كينت. في عام 1975، تم بناء قاعة نيكولاس كأحدث قاعة دراسية وتم تسميتها على شرف الرئيس المؤسس لسونوما، أمبروس نيكولاس.[بحاجة لمصدر]
انتهى التطور المبكر للحرم الجامعي الحديث في عام 1976 عندما تم إنشاء اتحاد الطلاب بين الكواد الرئيسي والبحيرات. استمر هذا المبنى في استخدام المخطط الرئيسي المادي، باستخدام الخشب الأحمر في المقام الأول وسبق مبنى كارسون هول المبني بالمثل، ومبنى فني، ومركز لرعاية الأطفال، ومواقف إضافية للسيارات، ومركز كمبيوتر تمت إضافته إلى المكتبة.

### الجامعة الحديثة
في عام 1978 أصبحت كلية سونوما الحكومية جامعة ولاية سونوما عندما حصلت المدرسة رسميًا على وضع جامعي. استجابة لهذا الإنجاز قدم المجتمع المحيط الأموال للجامعة الجديدة لبناء حمام سباحة كبير، اكتمل بناؤه في عام 1982، ومسرح إيفرت بيرسون الذي يتسع لـ500 مقعد، 1989 والذي يهيمن على المنظر عند دخول الحرم الجامعي من خلال المدخل الرئيسي. زيادة معدلات التسجيل والهدف الجديد المتمثل في التحرك نحو الحرم الجامعي السكني بدلاً من الحرم الجامعي للركاب سهّل بناء قرية فيردوت في عام 1995.

### توسع القرن الحادي والعشرين

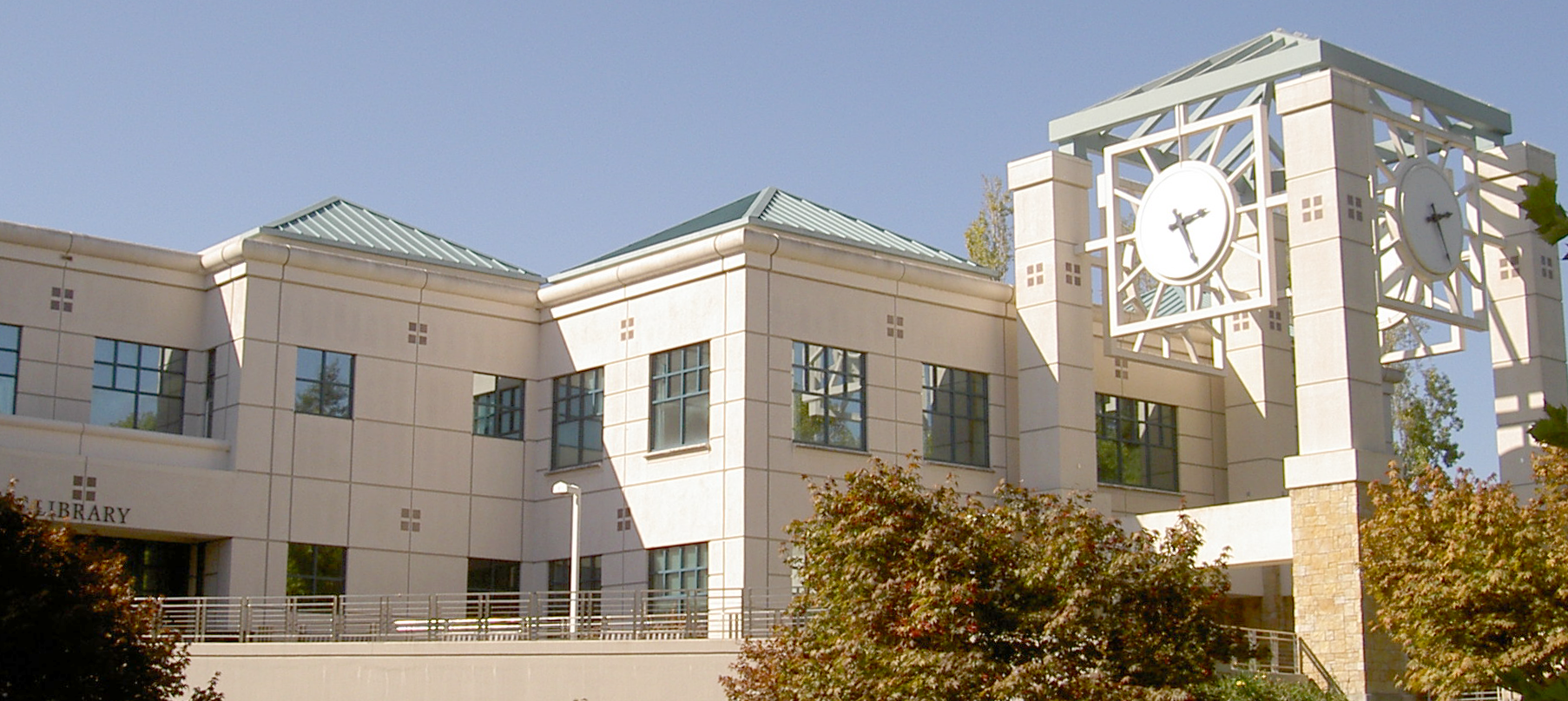

في مايو 2001، وافق مجلس الأمناء على خطة رئيسية جديدة، والتي أضافت 48 أكر (19 ها) إلى الحرم الجامعي الواقع شمال كوبلاند كريك. تم تخفيف النمو المتسارع لحرم الطلاب السكني من خلال بناء المرحلة الثالثة من السكن داخل الحرم الجامعي المسمى قرية ساوفيغنون والذي يوفر السكن للطلاب غير الجدد. في العام نفسه اكتمل مركز المعلومات لتلبية الاحتياجات المتزايدة للمكتبة وخدمات الحوسبة. تم بناء المرفق كمكتبة نموذجية ومجمع معلومات للقرن الحادي والعشرين، ويضم أكثر من 400000 مجلد في أكوامه. يضم المركز أيضًا نظام استرجاع آلي متقدم (ARS) يحتوي على 750.000 مجلد إضافي في نظام رفوف يديره الكمبيوتر في جناح المكتبة.

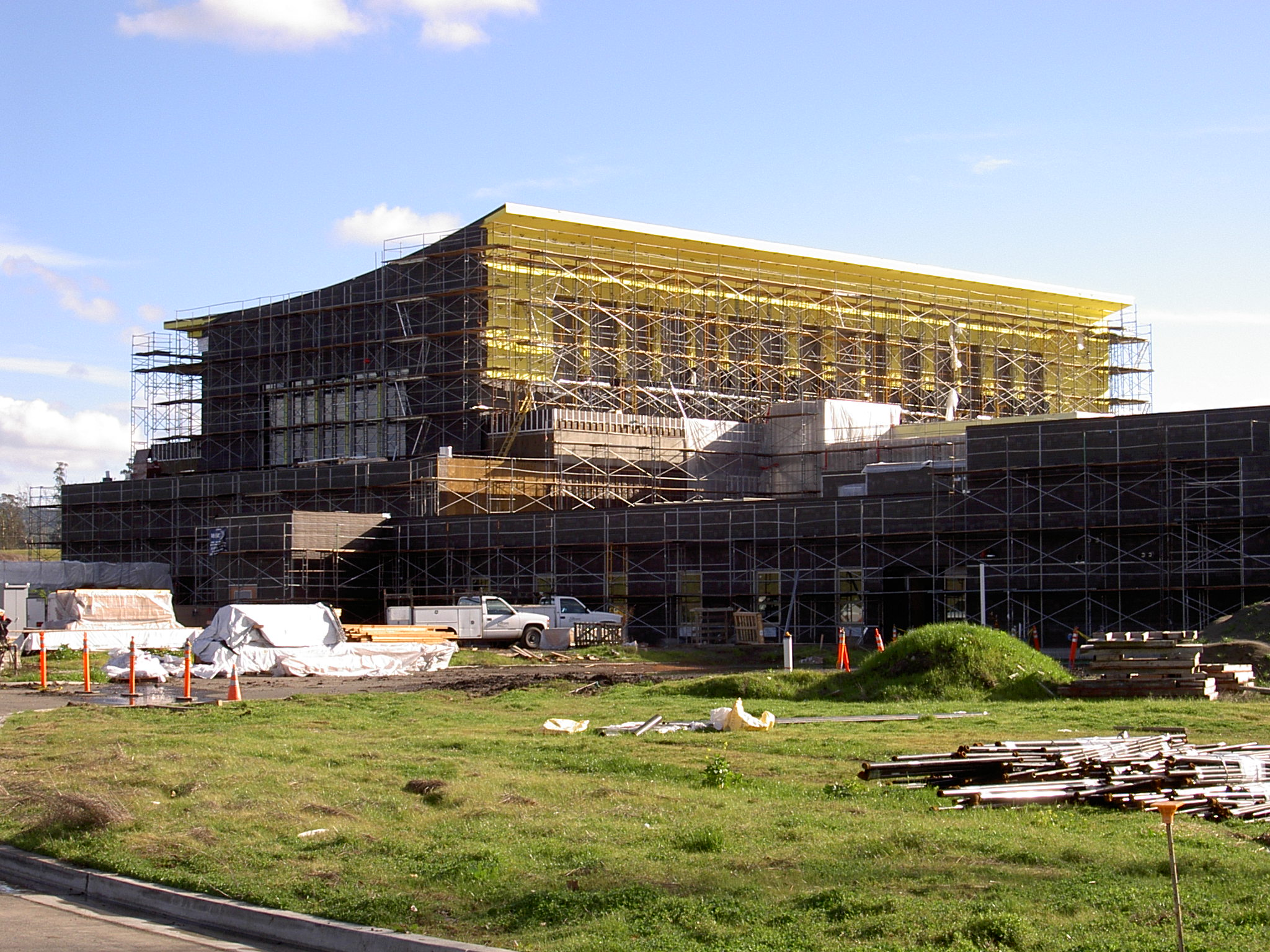
مركز الموسيقى الخضراء قيد الإنشاء عام 2008

تم التبرع بجزء كبير من التمويل لبناء مركز المعلومات من قبل تشارلز شولتز، رسام الكاريكاتير ومؤلف كتاب الشعبية بينوتس مسلسل كوميدي، وزوجته جان.

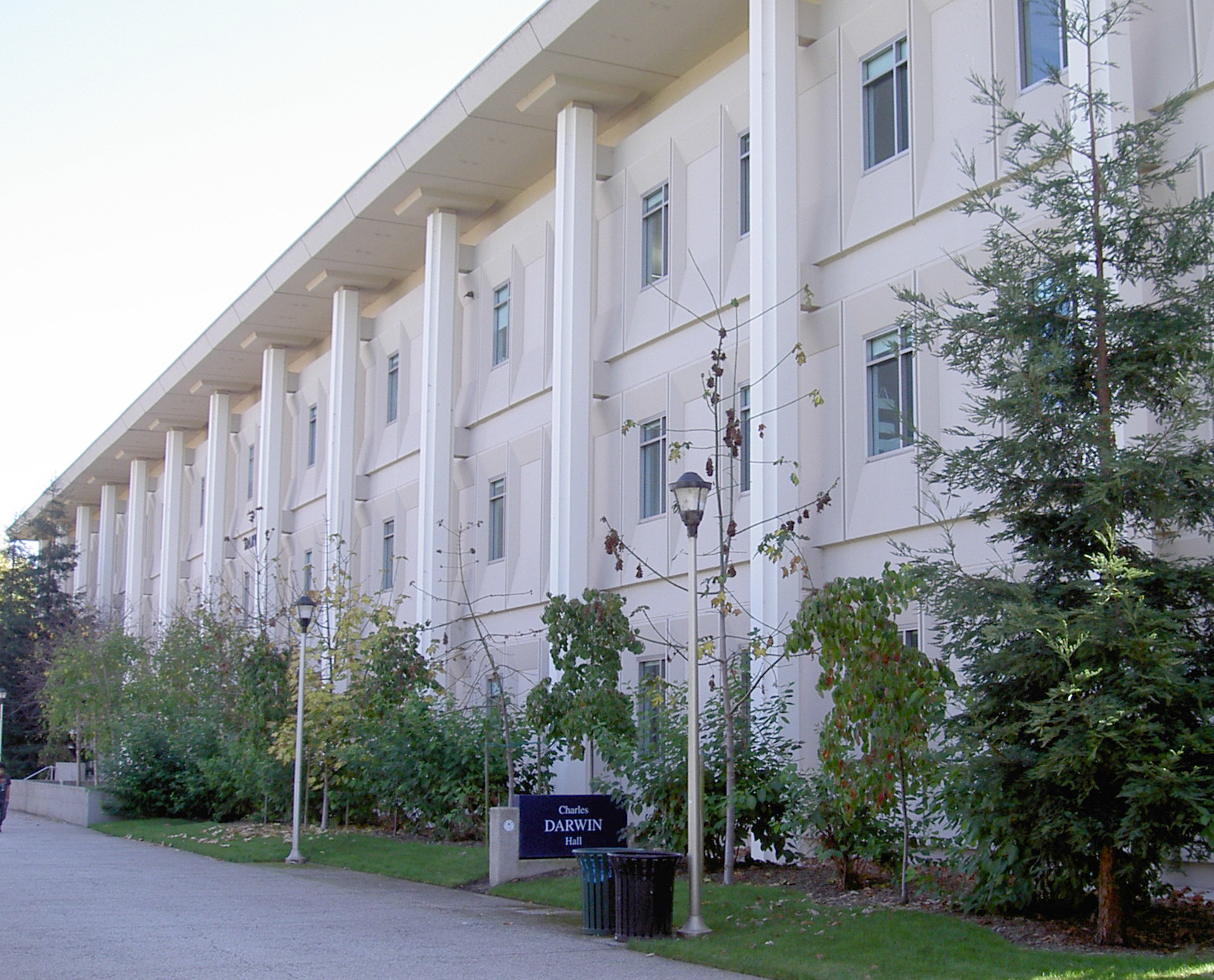
داروين هول بعد تجديدها

في يناير 2005 بدأت الجامعة في تجديد قاعة داروين، مبنى العلوم بالجامعة والذي تم بناؤه عام 1967. تم تصميم المبنى الجديد لتوفير فصول دراسية أكاديمية فعالة ومناطق دراسية لأعضاء هيئة التدريس وطلابهم. تم الانتهاء من الهيكل الذي تم تجديده وإعادة افتتاحه في خريف 2006 ووفر مختبرات وفصول دراسية جديدة لدعم احتياجات مناهج العلوم الحديثة.
الملكية الجديدة التي وافق عليها مجلس الأمناء في عام 2000 هي أيضًا موقع مركز دونالد ومورين غرين للموسيقى بتمويل من مانحين من القطاع الخاص. بدأ الطلاب في تلقي الفصول الدراسية واحتلال المبنى في خريف عام 2008. الأوركسترا المقيمة هي سانتا روزا السيمفونية.
في مايو 2007 صوت أعضاء هيئة التدريس بالجامعة بحجب الثقة عن الرئيس أرمينانا بناءً على القضايا المالية المحيطة ببناء مركز الموسيقى الخضراء، ومزاعم أعضاء هيئة التدريس بأن بناء المركز أخذ المال من البرامج الأكاديمية. المركز، الذي كان من المقرر أصلاً أن يكون مشروعًا بقيمة 10 ملايين دولار، نما إلى مجمع 120 مليون دولار حيث تمت إضافة أماكن وميزات إضافية إلى الخطة الأصلية. تم تمويل بناء المركز في البداية من خلال إجراءات السندات والقروض والتبرعات الخاصة لأن استخدام الأموال الأكاديمية لاستخدامات أخرى غير قانوني. واصل مجلس الأمناء دعم أرمينانا على الرغم من التصويت.
في فبراير 2010 داهم مكتب التحقيقات الفيدرالي ومحققون من مكاتب المدعي العام لمقاطعة سونوما المكاتب الإدارية والمالية في الحرم الجامعي، واستولوا على عشرات الصناديق من منطقة التخزين، وكذلك فحصوا أجهزة الكمبيوتر. ركزت العملية على إساءة استخدام مزعومة لأموال المنح الفيدرالية من قبل معهد كاليفورنيا للخدمات الإنسانية (CIHS)، وهي وحدة أغلقتها الجامعة في عام 2007. تم فصل اثنين من كبار مسؤولي المعهد في ذلك الوقت.
حصل مركز اجتماعي جديد للجامعة على الموافقة في أبريل 2011. صوّت الطلاب لرفع رسومهم بمقدار 150 دولارًا للفصل الدراسي لتغطية تكلفة المرفق البالغ 65 مليون دولار.

### الرؤساء
بدأ مكتب الرئيس عند تأسيس الجامعة في عام 1960 عندما أصبح أمبروز آر نيكولز الابن الرئيس المؤسس للجامعة. كان هناك ستة رؤساء لجامعة ولاية سونوما. في يناير 2016، عين مجلس أمناء جامعة ولاية كاليفورنيا جودي ساكاكي في منصب الرئيس القادم لولاية سونوما. بدأت ولاية سككي في الأول من تموز (يوليو) 2016.
|   | اسم                    | شرط                     |
| - | ---------------------- | ----------------------- |
| 1 | أمبروز ر. نيكولز الابن | (1960–1970)             |
| 2 | توماس هـ.مكغراث        | (1971-1974)             |
| 3 | مارجوري داونينج واجنر  | (1974-1976)             |
| 4 | بيتر دياماندوبولوس     | (1977-1983)             |
| 5 | ديفيد دبليو بنسون      | (1984-1992)             |
| 6 | روبن أرمينانا          | (1992-2016)             |
| 6 | جودي ك.ساكاكي          | (2016 إلى الوقت الحاضر) |

## حرم الجامعة
تحتل الجامعة ما يقرب من 269 أكر (109 ها) على الجانب الشرقي من منطقة الضواحي الرئيسية لمنتزه روهنرت. يقع وولف دين بلازا مباشرةً بجوار الحرم الجامعي الرئيسي، وهو مكان متكرر للاستراحة وتناول الطعام لطلاب الجامعة. اعتبارًا من خريف 2018 تمتلك الجامعة ثالث أكبر نسبة تسجيل للبيض من الأمريكيين في نظام جامعة ولاية كاليفورنيا.

### مكتبة الجامعة

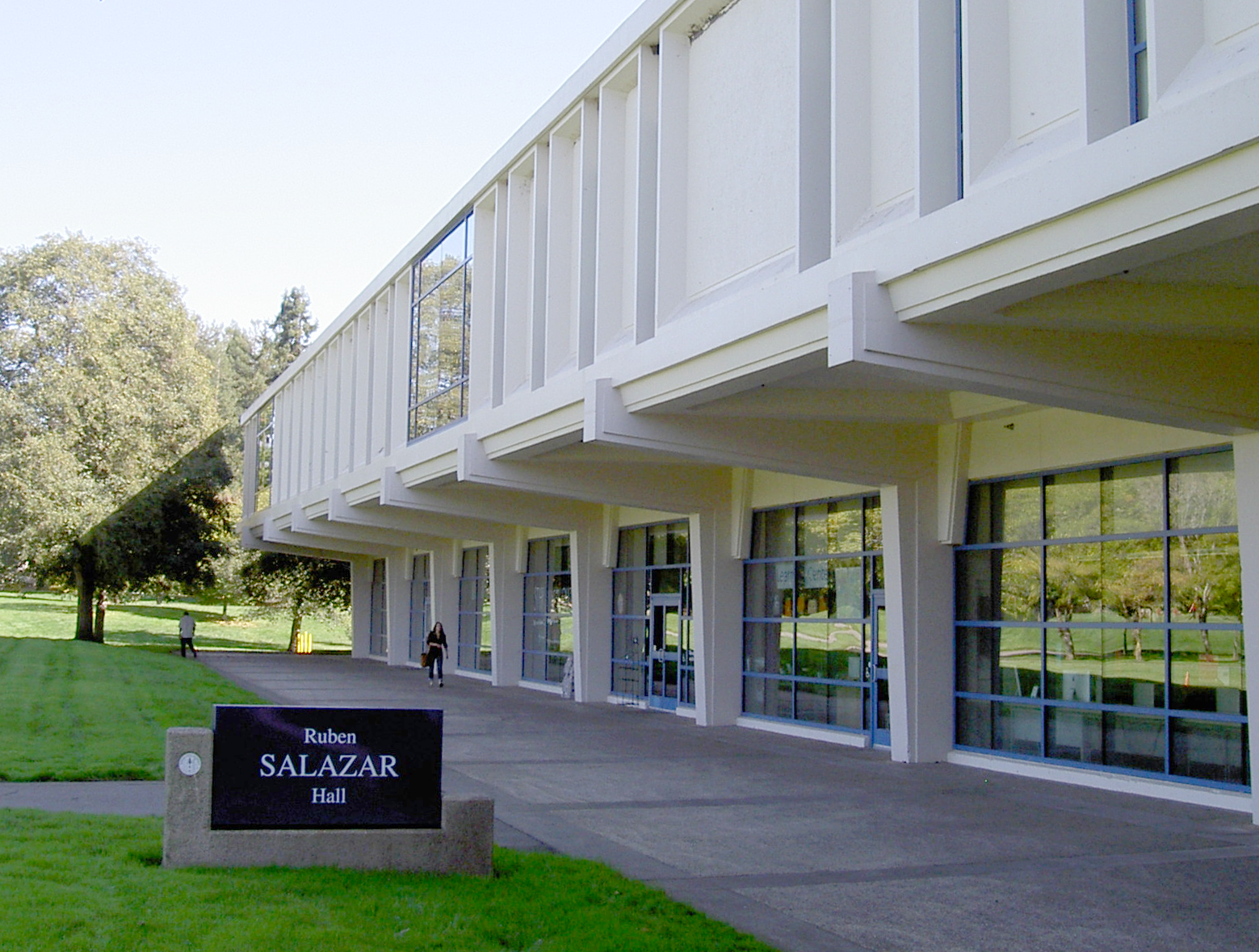
قاعة روبن سالازار، سابقا مكتبة روبن سالازار

تنقسم المكتبة ذات الطوابق الثلاثة، 215,000 قدم مربع (20,000 م2) إلى جناحين يضم كل طابق مساحات مختلفة. تبلغ مساحة المبنى 5 أكر (2.0 ها) من مساحة أرضية داخلية و50,000 قدم (15,000 م) من الرفوف. تضم المكتبة مجموعة من الكتابات والرسائل الأصلية لجاك لندن بالإضافة إلى التذكارات المتعلقة بأعماله. سُمّيَ المبنى الذي بلغت تكلفته 41.5 مليون دولار على اسم تشارلز إم شولز مبتكر الرسوم المتحركة المصورة لبينوتس، وزوجته جين التي تبرعت بمبلغ 5 ملايين دولار للمساعدة في بناء وتأثيث المبنى.

### مكتبة الحرم الجامعي
كانت شركة سونوما ستيت إنتربرايزز تدير مكتبة الجامعة حتى ربيع عام 2006 عندما أُسنِدَت العملية إلى شركة بارنز أند نوبل كوليدج بائعي الكتب، على الرغم من بعض المعارضة من أعضاء هيئة التدريس.

### مواقع خارج الحرم الجامعي
بالإضافة إلى الحرم الجامعي الرئيسي، تمتلك الجامعة وتدير موقعين للدراسة خارج الحرم الجامعي لطلاب العلوم الطبيعية. الموقع الأول 411 أكر (166 ها) محمية فيرفيلد أوزبورن، وتقع على جبل سونوما القريب. الموقع الثاني هو 3,200 أكر (1,300 ها) محمية غالبريث ويلدلاندز في مقاطعة Mendocino. كلاهما يوفر فرصًا للبحث والتعليم العملي لطلاب الجامعة. تقدم الجامعة أيضًا للطلاب الفرصة للحصول على درجة البكالوريوس في الفنون الحرة جزئيًا من خلال الفصول الدراسية المقدمة في كلية نابا فالي وحرم Vallejo قمر اصطناعي التابع لكلية مجتمع سولانو.

## مركز الموسيقى الخضراء
افتتحت قاعة تعليم الموسيقى (أحد المكونات الأربعة لمركز الموسيقى الخضراء) أبوابها في عام 2008 للطلاب الذين يتلقون دروسًا في فصلين دراسيين يتسعان لـ60 شخصًا. النقطة المحورية في مركز الموسيقى الخضراء (Green Music Center) هي قاعة حفلات تتسع لـ 1400 مقعد تتميز بصوتيات هندسية دقيقة. يفتح الجدار الخلفي بالكامل للقاعة على مقاعد في الحديقة تستوعب ما مجموعه 4000 ضيف إضافي. تم افتتاح مركز الضيافة، الذي يضم مطعمًا / مركزًا للمؤتمرات التنفيذية، في عام 2010. تم الإعلان عنه في مارس 2011، قدم الأموال لاستكمال قاعة الحفلات الموسيقية لافتتاح خريف 2012. تم افتتاح قاعة شرودر ريسيتال التي تضم 250 مقعدًا في عام 2014.

## أكاديمية
تقدم الجامعة 46 تخصصًا و49 قاصرًا في المستوى الجامعي اعتبارًا من عام 2017. تتميز المدرسة ببرنامج درجة الماجستير المشترك في الرياضيات مع جامعة ولاية سان فرانسيسكو وواحد من برامج تجارة النبيذ الوحيدة في البلاد. شملت التخصصات الرائجة للطلاب الجامعيين في 2018 إدارة الأعمال (الإدارة والعمليات) بنسبة 18.43%، وعلم النفس (عام) بنسبة 9.02%، وعلم الاجتماع بنسبة 7.05%. في حين كانت التخصصات الرئيسية للخريجين هي إدارة الأعمال (الإدارة والعمليات) بنسبة 24.70%، والتعليم (العام) بنسبة 16.33%، والإرشاد الطلابي وخدمات الموظفين بنسبة 11.95%.

### الترتيب
تصنيف الغرب لأفضل الكليات الإقليمية في تصنيف يو إس نيوز آند وورد ريبورت لأفضل الكليات USNWR لعام 2022 يصنف سونوما 16 على أفضل مدرسة عامة، و47 على أفضل أداء في التنقل الاجتماعي و251 في التمريض.

تصنيف الغرب لأفضل الكليات الإقليمية في تصنيف يو إس نيوز آند وورد ريبورت لأفضل الكليات (USNWR) لعام 2021 يصنف سونوما 14 على أفضل المدارس العامة و48 على أفضل أداء في التنقل الاجتماعي. بينما احتلت مجلة فوربس في 2019 المرتبة 160 بين الكليات العامة، و90 بين الجامعات في الغرب، و179 من بين «أفضل الكليات الأمريكية من حيث القيمة».
| تصنيف الجامعات | تصنيف الجامعات |
| -------------- | -------------- |

| Best تمريض Schools: Master's    | 131 |
| Part-Time ماجستير إدارة الأعمال | 198 |

### المدارس والبرامج الخاصة
في الجامعة أكثر من 65 قسمًا وبرنامجًا أكاديميًا مقسمة إلى ست مدارس. تقدم كل مدرسة دورات رئيسية وثانوية لشهادات البكالوريوس والدراسات العليا والدكتوراه.
- كلية الآداب والعلوم الإنسانية
  - مدرسة هتشينز للدراسات الليبرالية
- كلية إدارة الأعمال والاقتصاد
  - برنامج عمل النبيذ
- مدرسة التربية
- مدرسة التعليم الدولي الممتد
- كلية العلوم الاجتماعية
- محمية فيرفيلد أوزبورن
- محمية غالبريث ويلدلاندز
- مرصد الجامعة

#### مدرسة هتشينز للدراسات الليبرالية
مدرسة هتشينز للدراسات الليبرالية هي مجتمعٌ تعليميٌّ متعددُ التخصصات معروفٌ على المستوى الوطني داخل مؤسسة أكبر تابعة لجامعة ولاية سونوما. كانت المدرسة تحت إشراف الأستاذ فرانسيسكو فاسكيز سنوات عديدة. كان آخر منصب تدريسي لماريو سافيو في مدينة هوتشينز. المديرة الحالية هي ستيفاني داير.

#### برنامج عمل النبيذ
يسمح موقع الجامعة في واين كنتري للمدرسة بتقديم برنامج واين بزنز وكذلك الدورات التدريبية ذات الصلة في زراعة الكروم. يقدم برنامج الجامعة منهجًا يستهدف تحديات الأعمال في صناعة النبيذ. يتم تقديم دورات في تسويق النبيذ وتمويل النبيذ والمحاسبة وإدارة الموارد البشرية واستراتيجيات أعمال النبيذ وإنتاج النبيذ والعمليات والتوزيع.

### القبول
| * التركيبة السكانية للطلبة    | 2021 | 2018  | 2010 | 2000 |
| ----------------------------- | ---- | ----- | ---- | ---- |
| من أصل اسباني / لاتيني أمريكي | 37%  | باطل  | 15%  | 9%   |
| أمريكي مكسيكي / شيكانو        | باطل | 24.9% | باطل | باطل |
| أمريكي لاتيني آخر             | باطل | 7.7%  | باطل | باطل |
| أبيض                          | 43%  | 44.2% | 63%  | 64%  |
| الأمريكية آسيوية              | 5%   | 3.5%  | 4%   | 4%   |
| فلبيني أمريكي                 | باطل | 1.6%  | باطل | باطل |
| جزر المحيط الهادئ             | 0%   | 0.2%  | 0%   | 1%   |
| أسود                          | 3%   | 2.2%  | 2%   | 2%   |
| أمريكي أصلي / هندي أمريكي     | 0%   | 0.4%  | 1%   | 1%   |
| الأمريكيون متعدد الأعراق      | 6%   | 6.2%  | 4%   | باطل |
| أجنبي دولي / غير مقيم         | 3%   | 2.8%  | 1%   | 2%   |
| مجهول                         | 4%   | 7%    | 9%   | 17%  |
| النساء                        | 63%  | باطل  | 63%  | 66%  |
| رجال                          | 37%  | باطل  | 37%  | 34%  |

ظلت الجامعة عند نسبة ثابتة من 65:35 من الإناث إلى الطلاب الذكور خلال السنوات القليلة الماضية.
|                 | 2019  | 2018  | 2017   | 2016   | 2015  |
| --------------- | ----- | ----- | ------ | ------ | ----- |
| المتقدمون الجدد | 14478 | 14129 | 15،711 | 16487  | 15265 |
| يعترف           | 12980 | 13036 | 12،888 | 12.575 | 11686 |
| % اعترف         | 89    | 92    | 77     | 76     | 76    |
| المقيدين        | 1،598 | 1،766 | 1،796  | 1،774  | 1،461 |

### الجمعيات والاعتمادات
تم اعتماد الجامعة من قبل الرابطة الغربية للمدارس والكليات. العديد من المدارس داخل الجامعة لديها أيضًا اعتمادات إضافية، مثل كلية إدارة الأعمال والاقتصاد، والتي تم اعتمادها من قبل جمعية تطوير كليات إدارة الأعمال الجماعية. تظل جامعة ولاية سونوما هي المدرسة الوحيدة في كاليفورنيا التي تنتمي إلى مجلس كليات الفنون الليبرالية العامة.

## فن من القلب
يقام حدث سنوي لجمع التبرعات، فن من القلب (Art from the Heart)، في الجامعة منذ عام 1984. يجمع المزاد الفني الصامت، الذي يُقام في معرض الفنون بالجامعة، الأموال من أجل برنامج العرض والإعلان والمحاضرات في المعرض الفني عن طريق بيع الأعمال الفنية التي أنشأها فنانين محترفين مدعوين.

## الحياة الطلابية

### ألعاب القوى
تتنافس فرق الجامعة في ألعاب القوى بين الكليات مثل فريق جامعة ولاية سونوما الذي يُسمّى ذئاب البحر. جامعة ولاية سونوما هي عضو في القسم الثاني من الرابطة الوطنية لرياضة الجامعات وجزء من جمعية كاليفورنيا الرياضية الجماعية، ورابطة كرة الماء الغربية ومؤتمر غرب المحيط الهادئ. توجد عشرة من رياضات الجامعات في جمعية كاليفورنيا الرياضية الجماعية، وكرة الماء في رابطة كرة الماء الغربية، وتنس الرجال والسيدات في مؤتمر غرب المحيط الهادئ.
بدأت ألعاب القوى في الجامعة في عام 1964 مع أول فريق كرة سلة للرجال في المدرسة. على مر السنين، حقق فريق الجامعة (ذئاب البحر Seawolves) نجاحات مختلفة بما في ذلك البطولات الوطنية في عام 1990 (كرة القدم النسائية) و2002 (كرة القدم للرجال) و2009 (لعبة الجولف للرجال). الألوان التقليدية للمدرسة هي البحرية وكولومبيا والأبيض. تشارك فرق الجامعة الرياضية في جمعية كاليفورنيا الرياضية الجماعية، وهي جمعية داخل القسم الثاني من NCAA. يقدم قسم الجامعة الرياضي تسعة فرق رياضية نسائية وخمسة فرق رجال. تمت إعادة إضافة سباقات المضمار والميدان النسائية مؤخرًا إلى برنامج الجامعة. إلى جانب كونهما يقعان في غرب كاليفورنيا، ولكن أحدهما في الجنوب والآخر في الشمال، تنافست سونوما ودومينجز هيلز بشدة كمنافسين في المؤتمر في كرة القدم.
في ربيع عام 2020، أُعلن أنه سيتم حل التنس الرجالي والتنس النسائي وكرة الماء للسيدات بسبب عدم كفاية التمويل.
- رجالي (2)
  - الجولف : 2009
  - كرة القدم : 2002
- نسائي (1)
  - كرة القدم : 1990

### الإسكان
توفر الجامعة إسكانًا على طراز الأجنحة والشقق والمنزل. هناك ست قرى في الحرم الجامعي. جميع الوحدات مفروشة بالكامل ومفروشة بالسجاد مع غرف المعيشة والحمامات الخاصة بها ؛ مع وحدات سكنية تحتوي على مطابخ مجهزة بالكامل. يوجد مكتب خدمة رئيسي واحد للبريد والطرود، وغرف اجتماعات ومساحات للدراسة / اجتماعية متاحة في جميع أنحاء الحرم الجامعي. تحتوي كل قرية على غرف غسيل مشتركة (يتم تضمين الاستخدام في الإيجار)، وتتوفر خدمة واي فاي قوية في جميع المساحات السكنية وغير السكنية عبر الحرم الجامعي. بالإضافة إلى ذلك، يوجد حمامان سباحة / نوادي صحية متاحة لجميع الطلاب الذين يعيشون في الحرم الجامعي. تم تصنيف مساكن الطلبة في الجامعة في المرتبة رقم 25 في الدولة اعتبارًا من عام 2015، وفقًا لتصنيفات نيكي.

### المنظمات الطلابية
تضم جامعة ولاية سونوما أكثر من مائة منظمة طلابية معتمدة، بما في ذلك الأخويات والجمعيات النسائية. يتم تقديم أكثر من 20 ناديًا رياضيًا. تتنافس العديد من الفرق إقليميا وفي البطولات الوطنية. يتم تشكيل هذه الفرق وتطويرها وإدارتها وإدارتها من قبل الطلاب.

#### الحكومة الطلابية
الطلاب المنتسبون (AS) هي منظمة يديرها الطلاب ويملكها الطلاب وتمثل أهداف واهتمامات الطلاب. مجلس الطلاب المنتسبين هو الحكومة الطلابية ومجلس إدارة الشركة. يشمل مجلس الطلاب المنتسبين أيضًا قسمين أصغر، هما إنتاج الطلاب المنتسبين، الذي يخطط وينتج الحفلات الموسيقية وأحداث الطلاب داخل الحرم الجامعي، و(انظم إلينا لإحراز تقدم)، الذي ينظم برامج خدمة المجتمع.

## أعضاء هيئة التدريس والخريجون البارزون
| اسم                  | معروف ب                                               | العلاقة مع سونوما                                                                                       |
| -------------------- | ----------------------------------------------------- | --- |
| لاري ألين            | حارس دالاس كاوبويز السابق                             | لعبت الآن على فريق كرة القدم البائد                                                                     |
| ديفيد في بروير       | قاضي مشارك في محكمة أوريغون العليا                    | بكالوريوس في الآداب والاقتصاد ('74)                                                                     |
| عبد الرحمن دحلان     | عضو برلمان ماليزيا                                    | بكالوريوس في الاقتصاد والإدارة                                                                          |
| كيفن داناهر          | مؤلف وناشط، مؤسس مشارك لشركة Global Exchange          | |
| وليام سي ديفيس       | مؤرخ الحرب الأهلية                                    | بكالوريوس في الآداب، ماجستير في الآداب (69)                                                             |
| مايكل فيلووز         | باحث في علوم الكمبيوتر                                | بكالوريوس رياضيات                                                                                       |
| كريستال جاليندو      | فنان زيكانا                                           | منتدى بواو الاسيوى 2013                                                                                 |
| جاستن جروس           | ممثل الصوت                                            | بكالوريوس إدارة العدالة الجنائية                                                                        |
| سام هيرنانديز        | ساحة مشاهير دوري كرة القدم                            | لعبت الآن على فريق كرة القدم البائد                                                                     |
| مايك هورنر           | ممثل أفلام الكبار                                     | بكالوريوس فلسفة 1980                                                                                    |
| جورج ليدين           | تعليم كيفية برمجة البرمجيات الخبيثة                   | كلية علوم الحاسب                                                                                        |
| أندرو ماكجواير       | محامي الصحة العامة، مخرج أفلام وثائقية، زميل ماك آرثر | دكتور في الآداب الإنسانية، كال. جامعة الولاية، ممنوحة في الجامعة، 1996 ، بكالوريوس تاريخ، انجليزي، 1971 |
| مايك ماجواير         | سناتور ولاية كاليفورنيا                               | بكالوريوس علوم سياسية 2002                                                                              |
| كارول ميغدن          | عضو مجلس الشيوخ السابق عن ولاية كاليفورنيا            | |
| تينداي موكومبيرانوا  | النحات حجر الصابون                                    | بكالوريوس في الفنون الجميلة                                                                             |
| كارل بيترسون         | كانساس سيتي رؤساء الرئيس السابق والمدير العام         | مدرب على فريق كرة القدم البائد الآن                                                                     |
| جون بروفوست          | لعب تيمي مارتن في مسلسل لاسي على شبكة سي بي إس        | |
| أولف ديتريش ريبس     | رائد البحث على الإنترنت، أستاذ علم النفس              | ماجستير علم نفس 1992                                                                                    |
| جايسون روبنسون       | عازف ساكسفون الجاز الأمريكي، موسيقي إلكتروني، وملحن   | دراسات الجاز والفلسفة                                                                                   |
| كارولين سارني        | استشاري علم النفس، خبير في تنمية الكفاءة العاطفية     | الأساتذه                                                                                                |
| جريج ساريس           | مؤلف وزعيم أمريكي أصلي                                | الأساتذه                                                                                                |
| ماريو سافيو          | ناشط في مجال الحريات المدنية                          | الأساتذه                                                                                                |
| نانسي سيلفرتون       | شيف وخباز ومؤلف                                       | |
| ديف سميدز            | مؤلف خيال علمي ومتأهل لجائزة نيبولا                   | |
| فيرجينيا ستروم مارتن | عضوة سابقة في جمعية ولاية كاليفورنيا                  | |
| ستيفن زيليان         | كاتب سيناريو، منتج أفلام، مخرج                        | |

## روابط خارجية
- الموقع الرسمي